# Климат Кокшетау
Климат Кокшетау — сибирский резко континентальный климат со значительными колебаниями температуры (зима — лето), с чётко выраженной сезонностью.
По Западно-Сибирской равнине часто проникают холодные воздушные массы из района Карского моря. Также на климат города оказывает влияние сибирский антициклон.

## Общая характеристика
Согласно СП РК 2.04-01-2017, (с изменениями от 01.04.2019г) г. Кокшетау (по карте климатического районирования) относится к сухой зоне влажности и расположен в зоне 1В. Средняя температура июля колеблется от +12 °С до +21 °С.
Классифицируется как семиаридный степной климат с атмосферными осадками (классификация Кёппена: BSk). По классификации Алисова климат Кокшетау, лежащего в глубине континента, характеризуется как умеренный, с большой изменчивостью температуры, влажности и других метеорологических элементов, как в их суточном, так и в годовом ходе. Ярко выражены четыре сезона: жаркое и влажное лето, прохладная и дождливая осень, относительно сухая и холодная зима и относительно влажная, прохладная весна. Климатические условия: сибирский резко континентальный климат со значительными колебаниями температуры (зима — лето).
По Западно-Сибирской равнине часто проникают холодные воздушные массы из района Карского моря. Также на климат города оказывает влияние сибирский антициклон. Зима морозная (до −45 °C) и малоснежная, нередко с сильными ветрами, лето жаркое (до +40 °C) и сухое. Весна и осень выражены слабо. Минимум температур наблюдался в феврале 1969 года, когда температура упала до −48 °C; максимум же зафиксирован в июле 1998 года — тогда температура воздуха поднялась до +42 °C. Длительность безморозного периода составляет около 170 суток. Глубина гидрозамерзания почвы нормативная — 1,85 м, максимальная — 2,6 м. Среднегодовое количество часов солнечного сияния — 2256 часов. Время ледостава на водоёмах города — ноябрь, декабрь. Время вскрытия льда — начало апреля.
Суточные и годовые амплитуды температур очень велики. Солнечных дней много, количество солнечного тепла, получаемого летом землёй, почти столь же велико, как в тропиках. Облачность незначительна. Самый холодный месяц года — февраль — среднее значение температуры: −14,5 °С. Самый тёплый месяц — июль — со средней температурой +20,5 °С. Тёплый сезон года с температурами выше +10 °С длится в среднем 137 дней с 6 мая по 21 сентября. Годовая амплитуда средних месячных температур воздуха равна 34,0—39,5 °С. Величина годовых осадков изменяется от 176 мм до 512,5 мм при средней величине 307,6 мм.
- Среднегодовая температура составляет около 3 °C
- Среднегодовая скорость ветра — 3,9 м/с
- Среднегодовая влажность воздуха — 71 %

Относительная влажность воздуха в среднем составляет 71 %, наименьшая она в мае — 53 %, наибольшая в ноябре — 83 %.

## Климатограмма
| Число солнечных дней в Кокшетау | Число солнечных дней в Кокшетау | Число солнечных дней в Кокшетау | Число солнечных дней в Кокшетау | Число солнечных дней в Кокшетау | Число солнечных дней в Кокшетау | Число солнечных дней в Кокшетау | Число солнечных дней в Кокшетау | Число солнечных дней в Кокшетау | Число солнечных дней в Кокшетау | Число солнечных дней в Кокшетау | Число солнечных дней в Кокшетау | Число солнечных дней в Кокшетау | Число солнечных дней в Кокшетау |
| Месяц                           | Янв                             | Фев                             | Мар                             | Апр                             | Май                             | Июн                             | Июл                             | Авг                             | Сен                             | Окт                             | Ноя                             | Дек                             | Год                             |
| Солнечные дни, кол.             | 5                               | 4                               | 5                               | 10                              | 15                              | 14                              | 14                              | 17                              | 13                              | 8                               | 4                               | 4                               | 113                             |
| ------------------------------- | ------------------------------- | ------------------------------- | ------------------------------- | ------------------------------- | ------------------------------- | ------------------------------- | ------------------------------- | ------------------------------- | ------------------------------- | ------------------------------- | ------------------------------- | ------------------------------- | ------------------------------- |

| Солнечное сияние, часов за месяц | Солнечное сияние, часов за месяц | Солнечное сияние, часов за месяц | Солнечное сияние, часов за месяц | Солнечное сияние, часов за месяц | Солнечное сияние, часов за месяц | Солнечное сияние, часов за месяц | Солнечное сияние, часов за месяц | Солнечное сияние, часов за месяц | Солнечное сияние, часов за месяц | Солнечное сияние, часов за месяц | Солнечное сияние, часов за месяц | Солнечное сияние, часов за месяц | Солнечное сияние, часов за месяц |
| Месяц                            | Янв                              | Фев                              | Мар                              | Апр                              | Май                              | Июн                              | Июл                              | Авг                              | Сен                              | Окт                              | Ноя                              | Дек                              | Год                              |
| Солнечное сияние, ч              | 89                               | 127                              | 196                              | 227                              | 277                              | 306                              | 313                              | 250                              | 190                              | 118                              | 88                               | 75                               | 2256                             |
| -------------------------------- | -------------------------------- | -------------------------------- | -------------------------------- | -------------------------------- | -------------------------------- | -------------------------------- | -------------------------------- | -------------------------------- | -------------------------------- | -------------------------------- | -------------------------------- | -------------------------------- | -------------------------------- |

| Показатель                         | Янв.  | Фев.  | Март  | Апр.  | Май  | Июнь | Июль | Авг. | Сен. | Окт.  | Нояб. | Дек.  | Год   |
| ---------------------------------- | ----- | ----- | ----- | ----- | ---- | ---- | ---- | ---- | ---- | ----- | ----- | ----- | ----- |
| Абсолютный максимум, °C            | 4,8   | 6,2   | 23,1  | 31,3  | 35,5 | 40,4 | 41,7 | 41,2 | 36,2 | 25,3  | 19,2  | 6,6   | 41,7  |
| Средний суточный максимум, °C      | −6    | −5,6  | 1,2   | 10,8  | 19,3 | 23,5 | 26,7 | 23,7 | 17,9 | 10,2  | 0,3   | −5,1  | 8,6   |
| Средняя температура, °C            | −14   | −14,5 | −7    | 5,5   | 13,8 | 19,5 | 20,5 | 18,5 | 12,5 | 4,8   | −5,3  | −11,5 | 3,5   |
| Средний суточный минимум, °C       | −28,5 | −30   | −18,2 | −1,3  | 8,2  | 14,5 | 15,6 | 14,3 | 7,3  | −1,5  | −15,6 | −26,1 | −1,3  |
| Абсолютный минимум, °C             | −46,6 | −48,3 | −35,7 | −24,7 | −8,7 | −0,8 | 3,4  | −1,3 | −7,6 | −24,8 | −37,1 | −42,3 | −48,3 |
| Норма осадков, мм                  | 15    | 10    | 21    | 32    | 44   | 56   | 69   | 49   | 32   | 26    | 23    | 20    | 397   |
| Источник: Кокшетау гидрометеоцентр |       |       |       |       |      |      |      |      |      |       |       |       |       |

| Показатель              | Янв.  | Фев.  | Март | Апр. | Май  | Июнь | Июль | Авг. | Сен. | Окт. | Нояб. | Дек.  | Год |
| ----------------------- | ----- | ----- | ---- | ---- | ---- | ---- | ---- | ---- | ---- | ---- | ----- | ----- | --- |
| Средняя температура, °C | −15,3 | −15,1 | −7,4 | 4,0  | 12,2 | 18,4 | 20,2 | 16,8 | 11,3 | 2,5  | −6,1  | −11,8 | 2,5 |
| Источник: NOAA          |       |       |      |      |      |      |      |      |      |      |       |       |     |

| Относительная влажность воздуха , % | Относительная влажность воздуха , % | Относительная влажность воздуха , % | Относительная влажность воздуха , % | Относительная влажность воздуха , % | Относительная влажность воздуха , % | Относительная влажность воздуха , % | Относительная влажность воздуха , % | Относительная влажность воздуха , % | Относительная влажность воздуха , % | Относительная влажность воздуха , % | Относительная влажность воздуха , % | Относительная влажность воздуха , % | Относительная влажность воздуха , % |
| Показатель                          | Янв                                 | Фев                                 | Мар                                 | Апр                                 | Май                                 | Июн                                 | Июл                                 | Авг                                 | Сен                                 | Окт                                 | Ноя                                 | Дек                                 | Год                                 |
| Влажность воздуха, %                | 78                                  | 79                                  | 77                                  | 64                                  | 53                                  | 57                                  | 68                                  | 64                                  | 68                                  | 75                                  | 83                                  | 81                                  | 71                                  |
| ----------------------------------- | ----------------------------------- | ----------------------------------- | ----------------------------------- | ----------------------------------- | ----------------------------------- | ----------------------------------- | ----------------------------------- | ----------------------------------- | ----------------------------------- | ----------------------------------- | ----------------------------------- | ----------------------------------- | ----------------------------------- |
| Источник: Погода и климат           |                                     |                                     |                                     |                                     |                                     |                                     |                                     |                                     |                                     |                                     |                                     |                                     |                                     |

## Сезоны

### Зима

#### Снежный покров
Высота снежного покрова, см
| Средняя из наибольших за зиму | Максимальная из наибольших декадных | Максимальная суточная за зиму на последний день декады | Продолжительность залегания устойчивого снежного покрова, дни |
| ----------------------------- | ----------------------------------- | ------------------------------------------------------ | ------------------------------------------------------------- |
| 26,0 см                       | 70,0 см                             | 37,0 см                                                | 149,0 см                                                      |

Период отопительного сезона (период с температурой воздуха не выше 8°С) с 28.09 до 30.04. Среднее число дней с оттепелью за декабрь-февраль составляет в среднем 2 дня. Преобладающее направление ветра за декабрь-февраль – ЮЗ. Средняя скорость ветра за отопительный период - 4,6м/с. Максимальная скорость ветра из средних скоростей по румбам в январе
равна 9,2м/с. Среднее число дней со скоростью ≥10 м/с при отрицательной температуре воздуха равно 8.

## Сейсмичность Кокшетау
Согласно СП РК 2.03-30-2017, карте сейсмогенерирующих зон территории Казахстана и карты общего сейсмического зонирования территории Республики Казахстан с указанием сейсмической опасности зон в баллах и ускорениях, и списку населенных пунктов Республики Казахстан расположенных в сейсмических зонах, с указанием сейсмической опасности их территории в баллах и ускорениях, территория города Кокшетау расположена вне зоны развития сейсмических процессов.